# Contea di Hendricks
La contea di Hendricks (in inglese Hendricks County) è una contea dello Stato dell'Indiana, negli Stati Uniti. La popolazione al censimento del 2000 era di 104 093 abitanti. Il capoluogo di contea è Danville.